# Dangerous (Cascada-dal)
A Dangerous a Cascada harmadik és egyben utolsó kislemeze az Evacuate the Dancefloor-ról

## Dallista
- UK CD single

1. "Dangerous" (Radio Edit)
2. "Dangerous" (Cahill Radio Edit)

- UK iTunes Pre-Order EP

1. "Dangerous" (Radio Edit)
2. "Dangerous" (Cahill Radio Edit)
3. "Dangerous" (Wideboys Remix)
4. "Dangerous" (Original Mix)
5. "Evacuate The Dancefloor" (Unplugged Acoustic Mix)

- UK digital download release

1. "Dangerous" (Radio Edit)
2. "Dangerous" (Cahill Radio Edit)
3. "Dangerous" (Original Mix)
4. "Dangerous" (Wideboys Remix)
5. "Dangerous" (N-Force Remix)
6. "Dangerous" (Immerze Remix)
7. "Dangerous" (Cahill Remix)

- UK club promo CD single

1. "Dangerous" (Cahill Mix)
2. "Dangerous" (Original)
3. "Dangerous" (Darren Styles Mix)
4. "Dangerous" (N-Force Mix)
5. "Dangerous" (Wideboys Stadium Mix)
6. "Dangerous" (Immerze Mix)
7. "Dangerous" (Fugitives Special Dance Mix)
8. "Dangerous" (Wideboys Stadium Dub)

- 'Dutch iTunes EP

1. "Dangerous" (Radio Mix)
2. "Dangerous" (Cahill Radio Edit)
3. "Dangerous" (Wideboys Radio Edit)
4. "Dangerous" (Fugitive Radio Edit)
5. "Dangerous" (Original Mix)

- Dutch Extended Mixes

1. "Dangerous" (Cahill Remix)
2. "Dangerous" (Wideboys Remix)
3. "Dangerous" (Wideboys Dub Remix)
4. "Dangerous" (Fugitive Remix)
5. "Dangerous" (N-Force Remix)
6. "Dangerous" (Darren Styles Remix)
7. "Dangerous" (Immerze Remix)
8. "Dangerous" (Westend DJs Remix)
9. "Dangerous" (Technikore Remix)